# ソ連型社会主義
ソ連型社会主義（それんがたしゃかいしゅぎ、英語: Bureaucratic collectivism）また官僚集産主義（かんりょうしゅうさんしゅぎ）、官僚独裁（かんりょうどくさい）とは、1917年のロシア革命から1991年のソビエト連邦の崩壊まで、ソ連で実施された社会主義の政策・体制・統治方法・指導思想などの総称。この用語は共産主義政権下の東欧諸国に導入され、現代の中国や北朝鮮にも広く使われている。
マルクス・レーニン主義による社会主義である共産主義を掲げ、共産党による検閲・一党独裁・生産手段の国有化・中央集権・計画経済・軍事工業の発達などが最大の特徴である。ソ連型社会主義下の官僚階級は莫大な特権を握り、国の殆どの資源を有し、農民・労働者・商人・反体制派などを搾取することが常態化にしているのが最大の弊害となる。
ソ連崩壊後、左翼陣営の中でもこのソ連型社会主義への批判の声が次々と出ている。対比用語は「社会民主主義・チトー主義・ユーロコミュニズム」など。

## 概説
「ソ連型社会主義」という用語は、社会主義体制には複数のモデルがありうる、という認識を前提とした用語であり、ソビエト連邦などによる既存の社会主義体制以外の社会主義モデルを表現する際に使用されている。
カール・マルクスは共産主義社会が実現されれば階級や国家は消滅し、自由で平等な社会が実現すると提唱した。しかし共産党が権力を握ったロシア・中華人民共和国・東欧などの既存の社会主義国では、共産党による国家・経済・社会への統制が強化され、民主主義や基本的人権が制限された。
1917年のロシア革命直後は戦時共産主義が実施された。革命を支持した側からも、アナキストはソビエト連邦の国家主義を「国家社会主義」と批判し、マルクス主義者のローザ・ルクセンブルクらはレーニン主義は民主主義的では無いと批判した。またカール・カウツキーらはソビエト連邦を一党独裁と批判し、社会民主主義や民主社会主義の一部は反共主義を掲げた。
逆に、より急進主義的な共産主義者の立場からは、1921年以降のネップは資本主義の復活であると批判した。レフ・トロツキーはソビエト連邦をスターリン主義、「堕落した労働者国家」と批判した。1960年代以降の中ソ対立では、中国はソビエト連邦を「修正主義・社会帝国主義」と批判した。
特にプラハの春以降、ユーロコミュニズムや西側先進国の左翼は、従来のマルクス・レーニン主義の原則を放棄した。日本では「ソ連型社会主義」と対比させ、「日本型社会主義」や「日本型社会民主主義」などが提唱され、日本共産党は自主独立路線を採用した。またアラブ社会主義、アフリカ社会主義、ビルマ式社会主義なども提唱された。ロナルド・レーガンはソビエト連邦を「悪の帝国」と呼んだ。トニー・ブレアは「第三の道」を提唱した。

## 歴史

### ソ連成立から第二次世界大戦まで

#### レーニン時代
1917年のロシア革命の結果、旧ロシア帝国にはウラジーミル・レーニンを首班とするボリシェヴィキの革命政権が登場した。しかしロシアはマルクスが社会主義革命の発生国として想定したイギリスやフランスのような先進工業国ではなく、両国やアメリカ合衆国と比較して資本主義の発展が遅れ、民間企業の発展が不十分だったため、特に重工業においては国家主導による経済建設が必要な段階にあった。また政治も専制的なロマノフ王朝による支配が長く続き、民主制の伝統は制限選挙によるドゥーマなどごく限られた物に過ぎなかった。
レーニンは帝政ロシアの残党（白軍）などの反革命勢力や諸外国からの干渉戦争から自らの政権を守るために、戦時共産主義と呼ばれる統制経済に近い体制を敷いた。農村からは武力による食料の徴収が実施され、全ての企業は国有化された。企業家や地主は追放され、内戦に勝利することができた。ボリシェヴィキ以外の全ての政党は解散され、世界初の野党を非合法化した上の一党独裁制を確立させ、反対派に対しては秘密警察による取締りを強化した。党員の昇格には党中央の承認が不可欠となり、ノーメンクラトゥーラ制度による事実上の階層分化が始まった。
これにより1922年に正式にソビエト連邦が成立したが、内戦の影響で国内における経済活動は完全に破壊され、農村では数百万人の餓死者が発生し、工業生産力は第一次世界大戦前の20-30%程度まで落ち込んだ。レーニンは社会主義化を一歩後退と考え、1921年にネップ（新経済政策）を発表して一定規模の市場経済を認める方針をとった。

#### スターリン独裁
1924年のレーニンの死後、ソ連の最高権力者の一人となったスターリンは再び強硬な社会主義化路線に戻り、1928年に第一次五ヶ年計画を開始して、農業の集団化、重工業に大きく偏った国家主導の工業建設を強行した。ボリシェヴィキから改組されソ連における独裁政党となった共産党内部の批判派は一掃され、亡くなったレーニンと、その後継者であるスターリンへの個人崇拝まで行われるに至った。
社会主義を掲げたソ連は1930年代に世界を揺るがした世界恐慌の影響を全く受けず、大きな経済成長を成し遂げた。そして、その経済成長は大量の政治犯や思想犯を中心とした強制労働（実質的な奴隷制）に支えられたと思われているが杜撰な管理体制のため生産性は恐ろしく低く殆どは正規の工場などの力によってソ連経済は動いていた。その富は共産党の上層部に集中して、その富を労働者へ再分配されており、資本主義国家群の知識人（ジョージ・バーナード・ショーなど）からは、ソ連が理想社会のように受け止められた。
これは1936年に制定されたソ連の新憲法（スターリン憲法）が民主主義の発展と国民の幅広い権利の擁護を明記したためでもあるが、実際にはこの憲法の精神は全く省みられることはなく、むしろ堕児禁止法など家庭関係の強行に関して、民意に反する党の転換を多くの人々が不安に思い始めていた頃であった。また、ちょうどこの時期に党の指導派と反対派双方の粛清が大規模に行われた。これは社会民主労働党内におけるレーニンのメンシェヴィキ粛清よりも大規模なものであり、この時期に粛清された共産党幹部や国民の多くには、党の指導性に挑戦した「反党分子」、「反革命分子」、「トロツキスト」の汚名が着せられるなど過酷な政治が行われていた。
ただし、このスターリンによる社会主義体制は、数百万人とも数千万人とも言われる大量の人々の餓死、処刑、流刑を招いた一方、大地主や貴族への富の偏在、特に農村部における絶対的貧困や公衆衛生の立ち後れなど、帝国政府が数百年にわたって解決できなかった社会的問題に対して一定の成果を挙げた。道路などインフラの分野は（ソ連末期に至るまで深刻な問題であった農業の発展を犠牲にする形で）ある程度は整った。諸外国の技術者が不可能と断言したモスクワ地下鉄を三年で完成させるなど、政府が直接指導するものだけなら技術面でも世界のかなり上位にいた。
ノルマと呼ばれる計画生産数値の設定、巨大な工場群であるコンビナート、陣地に大量配備されたトーチカは生産物の質より量が重視されたこの時代では一定の効果があり、ソ連の力を高めた。また、中長期的な経済目標を国家が設定する方式は世界恐慌を食い止められなかった資本主義諸国にも影響を与え、ケインズ経済学による公共投資の重視やアメリカのフランクリン・ルーズベルト大統領によるニューディール政策の実施、西ヨーロッパ諸国、特にフランスやイタリアで採用された混合経済体制の構築につながった。また、ナチズムを掲げるナチス・ドイツでも四ヶ年計画による経済建設と軍備増強が行われた（統制方法についてもスターリン型社会主義を参考にしたという意見もある）。

### 第二次世界大戦以後

#### ソ連型社会主義の拡大と混乱
ソ連は第二次世界大戦に勝利すると、自らの影響下に収めた東ヨーロッパの国にこの体制を押し付ける形で「人民民主主義体制」と自称する社会主義政権を樹立していき、資本主義国と対峙した。各国ではスターリン主義に倣った東ドイツのヴァルター・ウルブリヒト、ハンガリーのラーコシ・マーチャーシュ、チェコスロヴァキアのクレメント・ゴットワルト、ユーゴスラヴィアのヨシップ・ブロズ・チトーのような「小スターリン」が登場した。
ただし、チトーは1948年にスターリンと決別し、国家ではなく労働者が企業を管理する独自の経済と、ソ連と資本主義諸国との中立・非同盟外交政策を柱とした独自の社会主義国家を建設していった。これをスターリンはチトー主義と呼んで強く批判し、他の東ヨーロッパ諸国では共産党内の反主流派を「チトー主義者」として粛清する例が続出した。
1953年のスターリン死去後、1956年に彼の後継者ニキータ・フルシチョフがスターリン批判を行うとソ連国内でも一定の枠内で言論の自由化や粛清犠牲者の名誉回復が行われた。もっともフルシチョフの言論への弾圧は彼が主権を握ってから厳しさを増し、地方に対してはスターリン時代よりも激しいものになった。言論に関してある程度の自由が与えられるには、官僚腐敗が進んで権力危機の薄くなったブレジネフ時代まで待たねばならない（もっとも、ブレジネフも人々にはフルシチョフ弾圧の改革の必要性を認めているとする一方で、実際にはフルシチョフ時代を受け継ぐという形により、独立主義者、民族主義者には同じような弾圧をもって応えている）。
また、東ヨーロッパ諸国では1956年のハンガリー動乱や1968年のチェコスロヴァキアで起きたプラハの春のようなより大きな変革を求める運動が起きた。しかし、ソ連は制限主権論（ブレジネフ・ドクトリン）を主張して、これらの動きを武力で鎮圧した。
特にソ連が問題としたのは、これらの運動の要求が共産主義政党の指導性を否定し、自由選挙に基づく複数政党制への志向を見せたことであった。これは社会主義イデオロギーの問題であると同時に、ロシア防衛の最前線を絶対に後退させないという帝政時代からの地政学的問題でもあった。
また、特にチェコスロヴァキア軍事介入については1956年のスターリン批判以来徐々に表れていた西ヨーロッパ各国の共産党や日本共産党、および各国の知識人や社会主義・社会民主主義政党におけるソ連型社会主義への不信感を増幅させた。その結果、ユーロコミュニズムと呼ばれる、議会制民主主義による政権交代を前提とした平和革命による社会主義建設への路線をとらせた。ただし、これらの共産党の多くでも、その内部においては党指導部を頂点とした民主集中制を維持した。

#### 停滞と改革
ソ連型社会主義は、特に1970年代以降は経済の疲弊が目立ち、食料や日用品にも事欠く状態になったために、各国の人民には不満が鬱積していた。特にノルマを重視する生産計画では質の問題が軽視され、特にソ連ではアメリカとの冷戦により国力に対して過重な軍拡競争を強いられたため、軽工業への生産資源配分が限られるという事情があった。
流通業などのサービス部門の価値は非常に低く見られ、共産党幹部など一部の特権階級（共産貴族）や外国人を除いた一般国民にはコスト意識や奉仕精神の低い従業員による劣悪なサービスしか提供されないことが多かった。流通部門の脆弱性のため、農業生産物が市場に出回るまでの損失率が異常に高かった。また、資本主義諸国で急速に進んだ情報工学の導入は一部の研究機関や軍需部門を除いて行われず、資本主義諸国で起こった情報革命は全く発生しなかったため、東西の経済格差は絶望的に開いた。また、ノルマ至上主義の構造的欠陥として環境問題への対応は完全に後手に回った。
これらの生活水準の低さや公害の拡大を政府の失政として批判することは社会主義体制への反革命行為と見なされ、危険な行為であったため、国民の間には事なかれ主義や政治的無関心が蔓延し国民の不満は社会の奥深くに、急速に蓄積された。また、共産党幹部の出世は担当部門におけるノルマの達成に左右されたため、立身出世や保身のための超過数値や虚偽報告が横行し、的確な経済政策を作成するための前提が崩れた。
この社会危機に対し、各国の共産主義政党政権が取った方針は実は多様であった。ソ連自身ではエフセイ・リーベルマンにより提唱された生産利潤制の導入が1960年代後半にアレクセイ・コスイギン首相によって行われたが、プラハの春以降の保守化によって中断され、レオニード・ブレジネフ時代の長期停滞へ進んでいった。プラハの春の後に保守派のグスターフ・フサークが政権を掌握したチェコスロヴァキアや、ブレジネフと良好な関係を維持したエーリッヒ・ホーネッカーが支配者となった東ドイツも政治・言論面の自由化を拒絶し、国営企業を中心とした中央集権・管理主義的な経済体制を維持した。これは国民の間に多くの不満を生み、特に西ドイツからの情報流入が容易な東ドイツでは西ドイツへ向けた国民の亡命が延々と続き、国家の維持には「ベルリンの壁」の構築による交流の遮断が不可欠となっていた。
一方、ハンガリー動乱で成立したハンガリーのカーダール・ヤーノシュ政権は外交面での対ソ追従とハンガリー社会主義労働者党による一党支配体制の堅持を確約してソ連による再度の軍事介入を封じた上で、民営企業の育成や農産物流通の自由化などの国内経済改革を実施し、社会主義国としては例外的な継続的経済成長に成功した（グヤーシュ・コミュニズム（en））。ポーランド（ポーランド人民共和国）ではスターリン批判後のポズナン暴動を受けてポーランド統一労働者党の第一書記に返り咲いたヴワディスワフ・ゴムウカが農業集団化の中止や全政治犯の釈放で一定の自由化路線へ舵を切り、1970年に後継者となったエドヴァルド・ギェレクは西側資本主義諸国からの借款や民間企業による投資の受け入れを積極的に進めたが、高度経済成長は1973年と1979年に続発した石油危機による原油価格の上昇に直撃されて短期間に終わり、特に1979年には債務返済の繰り延べを実施する事態となって、生活苦に反発した国民による1980年以降の独立自主管理労働組合「連帯」による活動を中核とした民主化運動へとつながった。
反対にアルバニアではアルバニア労働党第一書記のエンヴェル・ホッジャが一切の改革を拒否し、スターリン以上にスターリン主義的と呼ばれる独裁体制を築き、自らの方針に反する何人もの政府高官を処刑した。
1949年にソ連などの支援を受けて建国された中華人民共和国では、当初毛沢東らがソ連の農業集団化を安易に模倣した大躍進政策を実施するも悲惨な失敗に終わり、その後スターリン批判に反発して1960年代より中ソ対立が表面化し、両国間の国境紛争まで発生した。以降中華人民共和国はソ連を「社会帝国主義」と批判し、1970年代に入りソ連を牽制するために利害が一致したアメリカとの国交樹立に至る。
1960年代後半から1970年代前半にかけて、毛沢東やその夫人の江青らが指導し行われた文化大革命期以降の中華人民共和国は「ソ連型社会主義」とは異質な体制とみなされるようになった。これは、中国共産党の実権を掌握した鄧小平が1978年に改革開放政策を発表して、経済特区の設置を決めたことでより明確となった。ただし、政治面では党の指導性が貫徹され一党独裁制を敷いていることなど、かつてのソ連に似た面も多くみられ、このような体制は民主化を求め行われた1989年の第二次天安門事件でも揺らぐことはなかった。

### ソ連型社会主義の崩壊と残存

#### ペレストロイカと東欧民主化革命
1980年代に入ると、ソ連国内では、硬直化した自国の社会主義体制を根本的に改革する必要性が共産党指導部の間でも共有されはじめた。1982年に共産党書記長へ就任したKGB出身のユーリ・アンドロポフは国内綱紀の引き締めを図り、1985年に同職に就いたミハイル・ゴルバチョフはペレストロイカを唱えて経済再建に着手した。
これはポーランドやハンガリーで先行していた経済改革がモデルとなった。改革が進行すると長年の政治的抑圧と経済的統制で疲弊した国民の間で自由化を求める声が一気に増加し、1989年には東欧一帯で民主化革命が勃発し、ソ連型社会主義体制は放棄された。

#### ソ連崩壊とその後
この動きを容認したゴルバチョフはソ連に複数政党制を導入して共産党と連邦政府の権力を分離し、社会主義イデオロギー色を抜いた上で、民族共和国の共同体としてソビエト連邦を再生することを考えた。1990年にソ連憲法が改正され、共産党の一党支配が否定されたことで、従来のソ連型社会主義は実質的に終焉した。
ゴルバチョフはソ連大統領と共産党書記長を兼任したが、共産党は急速に求心力を失い、これに危機感を抱いた軍やKGBの保守派首脳部を国営軍需産業企業の経営者が支持して発生した1991年のソ連8月クーデターが失敗すると、ゴルバチョフは共産党の解散を宣言した。ソビエト連邦自体も構成共和国の自立が進み、改革派として共産党から脱退した経験を持ち、1990年6月にはロシア共和国の主権国家宣言を行っていたボリス・エリツィン同国大統領が1991年12月8日にウクライナとベラルーシを加えた3国でベロヴェーシ合意を結び、連邦の存在意義がほぼ喪失したのを受けて同年12月25日にゴルバチョフが大統領の辞任（職務停止）を宣言し、ソビエト連邦は解体された。
ソ連の後継国家となったロシアではエリツィン政権で首相となったエゴール・ガイダルが進めた軍需産業の民生転換を含む急速な民営化プログラムが急速なインフレを招き、エリツィンと結んで旧国営企業を格安で入手した一部の新興財閥（オリガルヒ）の極端な富裕化と一般大衆のさらなる窮乏が並行し、1998年にはロシア財政危機が発生した。旧KGB出身で2000年に大統領となったウラジーミル・プーチンは新興財閥への締め付けを強化し、外資の導入も利用した民生部門の成長による経済発展と国民生活の向上を達成したが、テレビメディアの政府独占に象徴される言論統制の再強化、南オセチア紛争による大国主義の復活などで示されるソ連時代への回帰が指摘され、ゴルバチョフなどからは自由化の後退などという批判も受けている。また、ペレストロイカ期では改革派寄りでゴルバチョフを支えたカザフスタンのヌルスルタン・ナザルバエフ大統領は連邦崩壊後も長期政権を維持して縁故者による支配体制を固め、ベラルーシではアレクサンドル・ルカシェンコ大統領が反対派を抑圧して「欧州最後の独裁者」と批判を浴びるなど、多くの旧ソ連諸国では経済面での資本主義化・外資導入を進めながらも「ソ連型社会主義」の影響が強く残っている。
なお、日本共産党はゴルバチョフ時代にソ連共産党との関係を正常化していたが、ソビエト連邦の崩壊に際して宮本顕治は「歴史的巨悪の党だったソ連共産党の解体を、諸手を上げて歓迎する」と発言した。一方、日本社会党やその左派をリードした社会主義協会の親ソ派にとってはソ連崩壊は大きな打撃となり、社会党の後継政党である社会民主党や旧社会党左派の一部が結成した新社会党にも影響が残っている。これらの左派系政党は自由民主党を中心とする保守勢力から「体制選択論」などとしてソ連崩壊が攻撃材料に利用され、1990年代後半からの党勢衰退へとつながった。

#### 社会主義国の改革と存続
ペレストロイカからソ連崩壊までの激動は、東ヨーロッパ以外の社会主義諸国にも大きな影響を与えた。ただし、これらの諸国では、共産主義政党のような一党支配や経済統制の放棄までは及ばない場合も多かった。
ベトナム社会主義共和国
前身が第二次世界大戦のベトミンであり、ベトナム戦争や中越戦争などの歴史からソ連共産党と親しく、中国共産党と敵対したベトナム社会主義共和国では、ベトナム共産党がドイモイと呼ばれる経済改革路線を採り、市場経済導入の積極推進と共産党の単独支配による国家体制の存続を両立させた。アメリカ合衆国との国交を回復させ、ASEAN諸国の一員として東南アジア諸国との連携・友好を深める一方､中国共産党との冷戦状態は直っておらず、日本・韓国との関係を重視しつつ両国の過去の戦争犯罪に対しては厳しく臨んでいる。
キューバ共和国
キューバ共産党が支配するキューバ共和国では、海で対峙するアメリカ合衆国の経済制裁の影響が続くため、経済改革は進まず、かつてのソ連型の社会主義体制が強く残った。ラウル・カストロに権力が委譲される前後から、中南米諸国に親キューバ的な社会主義政権が成立したこともあって、経済開放と自由化が限定された形ながらようやく進みはじめている。米国との国交もオバマ政権時代に復活した。
朝鮮民主主義人民共和国
朝鮮労働党が支配政党の朝鮮民主主義人民共和国では、金日成が死ぬと金正日に、さらに金正恩にと三代に渡って権力が世襲されて「金王朝」による支配が固定され、「金王朝」の主体（チュチェ）思想が国教扱いされるなど、絶対君主制の様相を呈している。政治面では、朝鮮人民軍を社会主義建設の主力とする先軍政治を掲げ､事実上の軍事政権と化した。経済面では、冷戦終結を受けた1990年代以来の混乱の中にあって、ソビエト連邦のような政府統制経済の運用はできていない。
2000年代以降の中南米諸国
2000年代以降の中南米諸国では、新自由主義政策への批判から、ベネズエラを筆頭に社会主義を掲げる政権が、貧困層を中心とした国民の支持を受けて相次いで成立し、政治的自由を保障するなどソ連型社会主義とは異なる21世紀の社会主義像を模索している。ただし、ベネズエラで2007年に行われた、社会主義体制への移行を銘打った憲法の是非を問う国民投票は、僅差で否決された。